# Ti ho visto uccidere
Ti ho visto uccidere ( Witness to Murder) è un film del 1954 diretto da Roy Rowland.

## Trama
Cheryl Draper, una tranquilla donna di Los Angeles, una notte osserva casualmente fuori dalla finestra del suo appartamento e assiste a un orribile delitto: una giovane donna viene strangolata nell’appartamento di fronte. Sconvolta, chiama subito la polizia, ma quando gli agenti arrivano, il presunto assassino Albert Richter ha già nascosto il corpo. Apparendo calmo e collaborativo, Albert riesce a convincere gli investigatori che nulla è accaduto. Non trovando il cadavere, la polizia liquida la denuncia come un sogno o un'allucinazione della donna. Il giorno dopo, Albert tenta di sbarazzarsi del corpo. Nel frattempo, Cheryl visita l’appartamento dell’omicidio, ora apparentemente in affitto, e trova degli indizi: un pezzo di tenda strappata e un paio di orecchini. Quando Albert scopre che Cheryl si sta recando dalla polizia con le prove, la precede telefonando agli agenti e accusandola di furto. In centrale, però, decide di non sporgere denuncia, inscenando un atteggiamento magnanimo. Tuttavia, il tenente Lawrence Mathews, incuriosito, comincia a indagare più a fondo. Mathews scopre che Albert è un ex-nazista, oggi scrittore fallito e in procinto di sposare una ricca ereditiera. Intanto, viene ritrovato un cadavere femminile a Griffith Park, identificato come Joyce Stewart. Cheryl riconosce la vittima come la donna uccisa da Albert ma la sua ossessione crescente e le manovre subdole del killer — tra cui la falsificazione di lettere minacciose — portano la donna a essere internata in un ospedale psichiatrico. Rilasciata in seguito, Cheryl torna a casa ma viene raggiunta da Albert, che le confessa il delitto, sicuro della sua impunità data la diagnosi di instabilità mentale a suo carico. Quando lei tenta di ribellarsi, lui tenta di ucciderla simulando un suicidio. La situazione precipita in un drammatico inseguimento su un grattacielo in costruzione, mentre la polizia, credendo Cheryl instabile, la rincorre convinta che voglia farla finita. Il drammatico confronto finale tra Cheryl, Albert e il tenente Mathews si svolge su un'impalcatura sospesa nel vuoto...

## Accoglienza

### Critica
(Leo Pestelli, La Stampa, 15 gennaio 1955)